# Acidovorax
Genre
Acidovorax est un genre de protéobactéries de la famille des Comamonadaceae.
Ce genre regroupe une quinzaine d'espèces de bactéries aérobies à Gram négatif, dont plusieurs sont phytopathogènes. L'espèce type est Acidovorax facilis.

## Liste d'espèces
Selon Catalogue of Life (15 août 2014) :
- Acidovorax anthurii
- Acidovorax avenae
- Acidovorax defluvii
- Acidovorax delafieldii
- Acidovorax facilis
- Acidovorax konjaci
- Acidovorax temperans
- Acidovorax valerianellae

## Liste des espèces, sous-espèces et non-classés
Selon NCBI (15 août 2014) :
- Acidovorax aerodenitrificans
- Acidovorax anthurii
- Acidovorax avenae
  - sous-espèce Acidovorax avenae subsp. avenae
    - sous-espèce Acidovorax avenae subsp. avenae ATCC 19860
    - sous-espèce Acidovorax avenae subsp. avenae RS-1
- Acidovorax caeni
- Acidovorax cattleyae
- Acidovorax citrulli
  - non-classé Acidovorax citrulli AAC00-1
  - non-classé Acidovorax citrulli ZJU1106
- Acidovorax defluvii
- Acidovorax delafieldii
  - non-classé Acidovorax delafieldii 2AN
- Acidovorax ebreus
  - non-classé Acidovorax ebreus TPSY
- Acidovorax facilis
- Acidovorax konjaci
- Acidovorax oryzae
  - non-classé Acidovorax oryzae ATCC 19882
- Acidovorax radicis
  - non-classé Acidovorax radicis N35
  - non-classé Acidovorax radicis N35v
- Acidovorax soli
- Acidovorax temperans
  - non-classé Acidovorax temperans CB2
- Acidovorax valerianellae
- Acidovorax wautersii
- Acidovorax wohlfahrtii